# Greysouthen
Greysouthen är en by och en civil parish i Cumbria i England. Orten har 508 invånare (2001).